# Municipio de Malta (Ohio)
El municipio de Malta (en inglés: Malta Township) es un municipio ubicado en el condado de Morgan en el estado estadounidense de Ohio. En el año 2010 tenía una población de 1864 habitantes y una densidad poblacional de 27,37 personas por km².

## Geografía
El municipio de Malta se encuentra ubicado en las coordenadas 39°38′10″N 81°53′27″O / 39.63611, -81.89083. Según la Oficina del Censo de los Estados Unidos, el municipio tiene una superficie total de 68.1 km², de la cual 67,19 km² corresponden a tierra firme y (1,34 %) 0,91 km² es agua.

## Demografía
Según el censo de 2010, había 1864 personas residiendo en el municipio de Malta. La densidad de población era de 27,37 hab./km². De los 1864 habitantes, el municipio de Malta estaba compuesto por el 91,2 % blancos, el 3,81 % eran afroamericanos, el 0,48 % eran amerindios, el 0,05 % eran asiáticos, el 0,32 % eran de otras razas y el 4,13 % eran de una mezcla de razas. Del total de la población el 1,02 % eran hispanos o latinos de cualquier raza.